# Shangri-La
Shangri-La je četvrti samostalni studijski album Marka Knopflera izdan 2004. godine. Sve pjesme je napisao Mark Knopfler.

## Popis pjesama
1. "5.15 A.M." – 5:54
2. "Boom, Like That" – 5:49
3. "Sucker Row" – 4:56
4. "The Trawlerman's Song" – 5:02
5. "Back to Tupelo" – 4:31
6. "Our Shangri-La" – 5:41
7. "Everybody Pays" – 5:24
8. "Song for Sonny Liston" – 5:06
9. "Whoop De Doo" – 3:53
10. "Postcards from Paraguay" – 4:07
11. "All That Matters" – 3:08
12. "Stand Up Guy" – 4:32
13. "Donegan's Gone" – 3:05
14. "Don't Crash the Ambulance" – 5:06